# Azygophleps asylas
Azygophleps asylas is een vlinder uit de familie houtboorders (Cossidae). De wetenschappelijke naam van deze soort werd voor het eerst geldig gepubliceerd in 1777 door Cramer.
De soort komt voor in tropisch Afrika.